# Туба Карадемир
Ту́ба́ Карадемі́р (тур. Tuğba Karademir, зустрічається також вимова Ту́гба Карадемі́р, правильна турецька — Туба́ Карадеми́р, ; *17 березня 1985, Анкара, Туреччина) — турецька фігуристка, що виступала у жіночому одиночному фігурному катанні. 
Перша в історії турецька фігуристка, що взяла участь у Зимових Олімпійських іграх, зокрема, на Зимовій Олімпіаді 2006 року посіла 21-у позицію, найвищими досягненнями на Європейських першостях спортсменки (і турецького фігурного катання в цілому) є 10-і місця на Чемпіонатах Європи з фігурного катання 2007 і 2009 років, 21-е місце на Чемпіонаті світу з фігурного катання 2009 року. Завершила кар'єру у 2010 році.

## Кар'єра

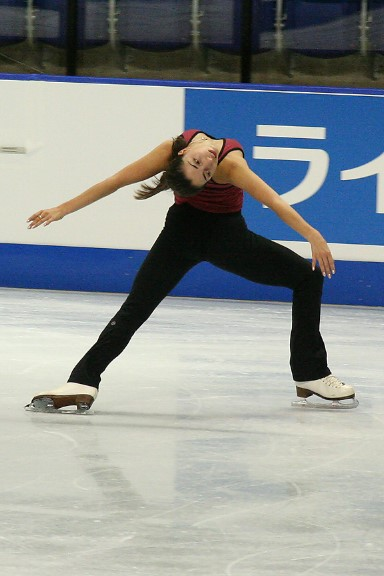
Туба Карадемір на «Skate Canada» 2006 року

Туба Карадемір почала кататися на ковзанах у 5-річному віці (в 1990 році), разом з усією групою свого дитячого садка на ковзанці, яка була першою в Туреччині. У 8-річному талановита юна фігуристка вперше представила Туреччину на міжнародному рівні. В 1995 році спортсменка виграла Балканські ігри.
Попри великий талант Туби та її наполегливість, «домашні» умови в Туреччині, зокрема наявність єдиної ковзанки на всю країну і відсутність фахівців (в першу чергу, тренерів) міжнародного класу, не могли забезпечити фігуристці ані зростання професійного рівня, ні поліпшення результатів на міжнародній арені. Саме тому в 1996 році батьки Т.Карадемір прийняли рішення переїхати до Канади. Там Карадемір розпочала співпрацю з канадським фахівцем Робертом Теббі, яка триває дотепер. 
Посівши в 2006 році на Чемпіонаті Європи з фігурного катання 13-е місце, Туба Карадемір, уперше в історії турецького фігурного катання, виборола право на участь в Зимових Олімпійських іграх. На церемонії відкриття Олімпіади в Турині вона була прапороносцем Олімпійської збірної Туреччини. У змаганнях спортсменка стала 21-ю, показавши свій найкращий на той момент результат у короткій програмі.
У 2007 році на Чемпіонаті Європи з фігурного катання Туба Карадемір увійшла в чільну десятку призерів, що є натепер найкращим результатом турецького фігурного катання. Цікаво, що попри завойоване право виставити на наступному, 2008 року, Чемпіонаті Європи з фігурного катання, 2 фігуристок-одиночниць, Туба була там єдиною, зрештою опустившись на 1 сходинку долі, — посівши 11-е місце. На світових першостях з фігурного катання найкращим досягненням лишається 18-е місце 2006 року (тричі ставала 27-ю — у 2005, 2007 і 2008 роках).
На Чемпіонаті Європи з фігурного катання 2009 року Т.Карадемір повторила свій найкращий результат — знову стала 10-ю, а на ЧС з фігурного катання 2009 року в Лос-Анджелесі вперше кваліфікувалася для виконання довільної програми, і посіла загальне 21-е місце, ставши останньою на турнірі одиночниць, хто здобув олімпійську ліцензію для участі на XXI Зимовій Олімпіаді (Ванкувер, 2010).

## Спортивні досягнення

### після 2003 року
| Змагання                              | 2003—2004 | 2004—2005 | 2005—2006 | 2006—2007 | 2007—2008 | 2008—2009 |
| ------------------------------------- | --------- | --------- | --------- | --------- | --------- | --------- |
| Зимові Олімпійські ігри               |           |           | 21        |           |           |           |
| Чемпіонати світу з фігурного катання  | 35        | 27        | 18        | 27        | 27        | 21        |
| Чемпіонати Європи з фігурного катання | 23        | 19        | 13        | 10        | 11        | 10        |
| Етапи Гран-прі:Skate America          |           |           |           |           | 9         | 11        |
| Етапи Гран-прі:Skate Canada           |           |           |           | 11        |           |           |
| Етапи Гран-прі:NHK Trophy             |           |           |           | 10        |           |           |
| Турніри «Nebelhorn Trophy»            |           |           |           |           | 11        | 14        |
| Турніри «Золотий ковзан Загреба»      | 17        | 9         |           |           | 5         |           |
| Зимові Універсіади                    |           |           |           | 14        |           | 11        |
| Меморіал Карла Шефера                 | 9         | 4         | 9         | 11        |           |           |
| Меморіал Ондрея Непела                |           |           | 4         |           |           | 2         |

### до 2003 року
| Змагання                              | 1994—1995 | 1995—1996 | 1996—1997 | 2000—2001 | 2001—2002 | 2002—2003 |
| ------------------------------------- | --------- | --------- | --------- | --------- | --------- | --------- |
| Чемпіонати світу з фігурного катання  |           |           |           |           |           | 30        |
| Чемпіонати Європи з фігурного катання |           |           |           |           | 27        | 27        |
| Чемпіонати Туреччини                  | 1         | 2         | 2         |           |           |           |
| Чемпіонати Канади                     |           |           |           | 5J.       |           |           |
| Турніри Nebelhorn Trophy              |           |           |           |           |           | 11        |
| Турніри «Золотий ковзан Загреба»      |           |           |           |           |           | 7         |
| Балканські ігри                       | 1         | 2         | 2         |           |           |           |

- J = юніорський рівень